# Kynotus
Kynotus – rodzaj ziemnych skąposzczetów z rzędu Haplotaxida. Jedyny rodzaj monotypowej rodziny Kynotidae.

## Taksonomia
Rodzaj Kynotus został wprowadzony przez Wilhelma Michaelsena w 1891 roku w zastępstwie utworzonego w 1885 przez Kellera rodzaju Geophagus, ponieważ jego nazwa była już zajęta przez takson ryb. Gatunkiem typowym został Kynotus darwini. Rodzaj umieszczany był w rodzinie Glossoscolecidae i podrodzinie Microchaetinae do 1971, kiedy to Brinkhurst i Jamieson utworzyli dla niego monotypową podrodzinę Kynotinae. Podrodzina ta została następnie wyniesiona do rangi rodziny Kynotidae przez Jamiesona w 1980. 
Rodzina Kynotidae ta jest najbliżej spokrewniona z azjatyckimi Biwadrilidae.

## Opis
Przedstawiciele Kynotidae wyróżniają się obecnością pary mogących się wynicowywać kopulatorów przyczepionych do prostatopodobnych gruczołów.

## Występowanie
Wszystkie należące tu gatunki są endemitami Madagaskaru

## Systematyka
Znanych jest 18 gatunków z tego rodzaju:
- Kynotus alaotranus Michaelsen, 1907
- Kynotus darwini (Keller, 1885)
- Kynotus distichotheca Michaelsen, 1895
- Kynotus giganteus Csuzdi, Razafindrakoto et Blanchart, 2011
- Kynotus kelleri Michaelsen, 1892
- Kynotus longus Michaelsen, 1891
- Kynotus friderici Michaelsen, 1931
- Kynotus michaelseni Rosa, 1892
- Kynotus minutus Csuzdi, Razafindrakoto et Blanchart, 2012
- Kynotus oswaldi Michaelsen, 1895
- Kynotus parvus Csuzdi, Razafindrakoto et Blanchart, 2012
- Kynotus pittarellii Cognetti de Martiis, 1906
- Kynotus proboscideus Csuzdi, Razafindrakoto et Blanchart, 2011
- Kynotus rosae Cognetti de Martiis, 1906
- Kynotus schistocephalus Michaelsen, 1897
- Kynotus sikorai Michaelsen, 1901
- Kynotus verticillatus (Perrier, 1872)
- Kynotus voeltzkowi Michaelsen, 1897